# Luther Bradish

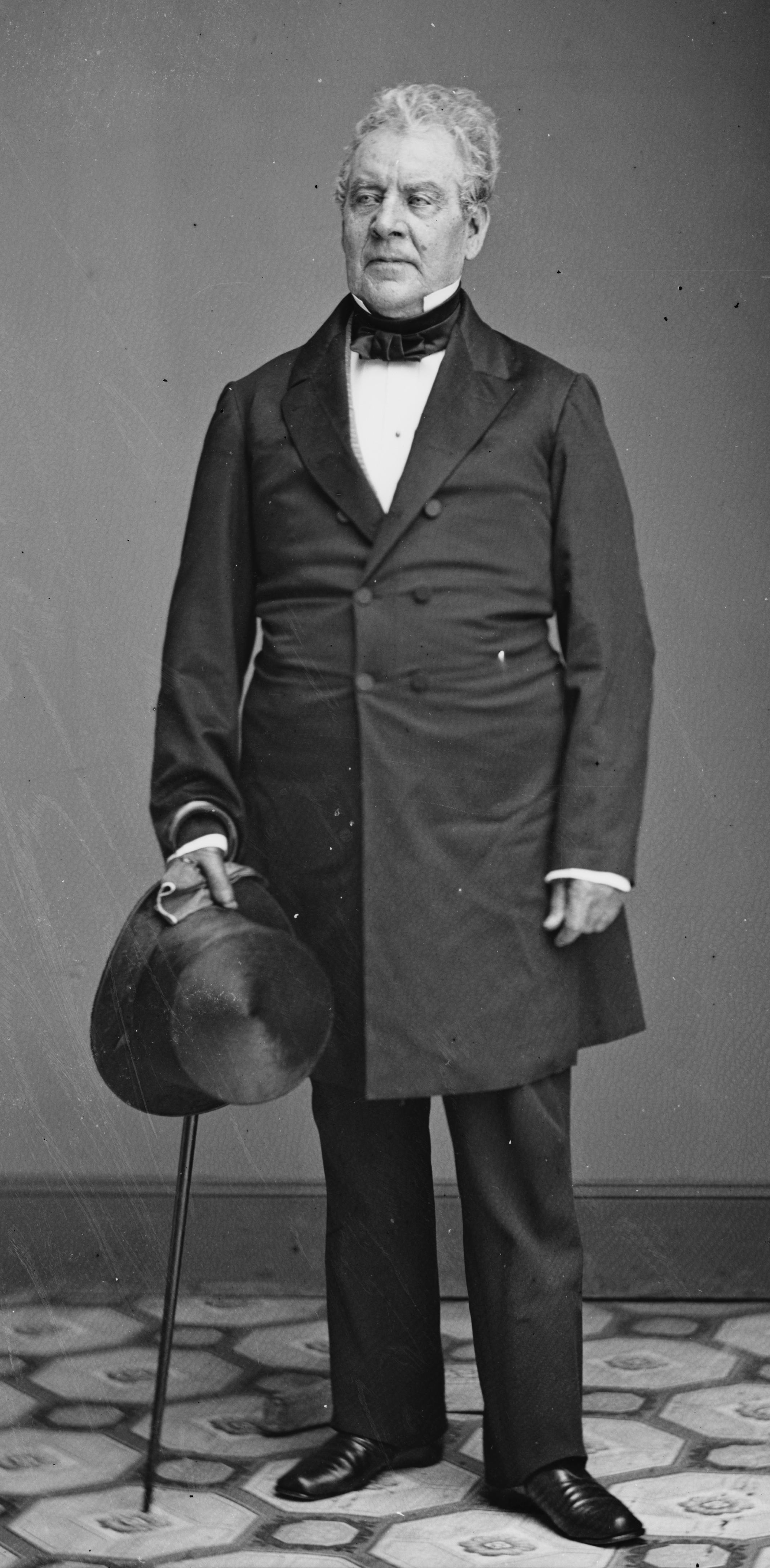
Luther Bradish

Luther Bradish (* 15. September 1783 in Cummington, Massachusetts; † 30. August 1863 in Newport, Rhode Island) war ein US-amerikanischer Jurist und Politiker, der von 1839 bis 1842 als Vizegouverneur des Bundesstaates New York amtierte.

## Werdegang
Luther Bradish war der Sohn von Colonel John Bradish und Hannah Bradish, geborene Warner. Er diente in der US Army während des Britisch-Amerikanischen Krieges. In dieser Zeit heiratete er 1814 Helen Elizabeth Gibbs.
Während der Amtszeit des US-Präsidenten James Monroe wurde er 1819 durch dessen Außenminister John Quincy Adams bevollmächtigt, einen Vertrag mit dem Osmanischen Reich auszuhandeln. Bis zu diesem Punkt war David Offley aus Philadelphia als Vermittler tätig. Er wurde von den amerikanischen Schiffseignern beauftragt, mit den Reichsregenten der Barbareskenstaaten, d. h. mit Algier, Tripolis, Tunis etc., zu verhandeln. Allerdings waren seine Möglichkeiten beschränkt, da die Vereinigten Staaten keine offiziellen Beziehungen mit dem Osmanischen Reich unterhielten, auch nicht nach Beendigung der Barbareskenkriege. Die Vertragsbedingungen, auf denen der osmanische Außenminister Halet Efendi bestand, waren für die Vereinigten Staaten unannehmbar. Irgendwelche weiteren Versuche mit Halet zu verhandeln verloren ihre Bedeutung, als er den Sultan verärgerte und zuerst aus Konstantinopel verbannt und dann getötet wurde. Ein Vertrag wurde letztendlich erst während der Amtszeit des Präsidenten Andrew Jackson abgeschlossen.
Bradish gehörte zwei Mal, von 1827 bis 1830 und dann wieder von 1835 bis 1838, der New York State Assembly an, wo er das Franklin County vertrat. Während seiner letzten Amtszeit hatte er den Posten des Speaker inne. Dann wählte man ihn als Whig zum Vizegouverneur von New York. Er bekleidete diesen Posten unter Gouverneur Seward von 1839 bis 1842. Als Seward dann darauf verzichtete, für eine weitere Amtszeit zu kandidieren, kandidierte Bradish für das Amt des Gouverneurs, wurde jedoch von William C. Bouck geschlagen.
Von 1850 bis zu seinem Tod war er der Präsident der New-York Historical Society. 1855 verlieh ihm das Williams College einen LL.D. (engl. Doctor in Laws). Während Präsident Fillmores Regierungszeit war er stellvertretender Treasurer of the United States mit Amtssitz in New York.
1862 wurde er zum Präsidenten der American Bible Society (ABS) gewählt, eine Stellung, die er bis zu seinem Tod bekleidete. Sein Nachfolger wurde im Februar 1864 der vormalige Vizepräsident der ABS, James Lenox. Bradish verstarb im Ocean House Hotel in Newport und wurde auf dem Green-Wood Cemetery in Brooklyn beigesetzt.